# سلسلة القيمة

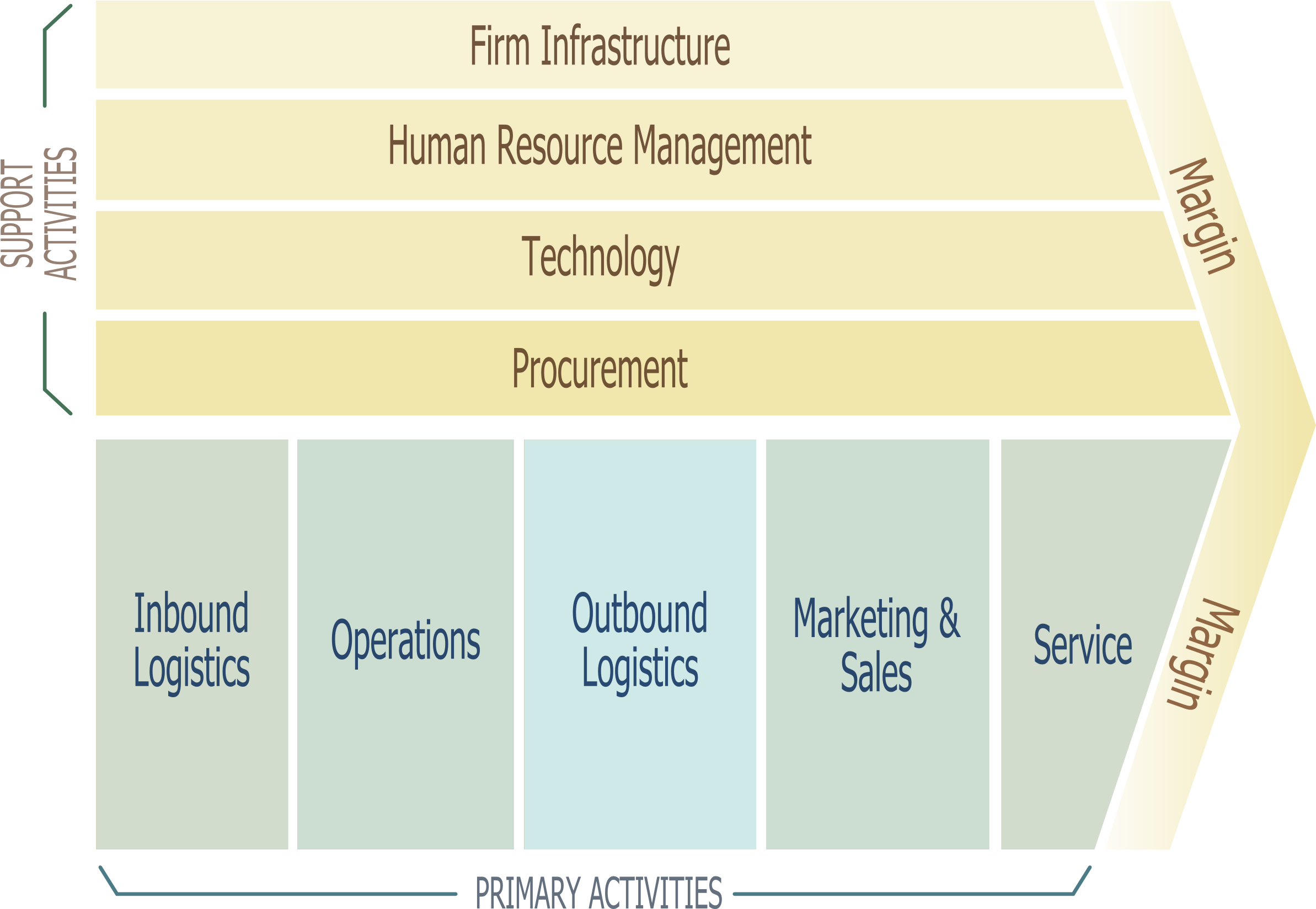

سلسلة القيمة (بالإنجليزية: Value Chain)‏ هو مصطلح يستخدم في مجال إدارة الأعمال للتعبير عن مجموعة النشاطات التي تؤدّيها شركة تعمل في صناعة مُحدّدة من أجل تقديم مُنتج ذي قيمة (بعبارة أخرى سلعة و/ أو خدمة) للسوق. أتى هذا المفهوم من إدارة الأعمال ووُصِفه لأول مرة مايكل بورتر في كتابه الأكثر مبيعاً لعام 1985 بعنوان «الميزة التنافسيّة: خلق أداء عال والحفاظ عليه» قائلاً:
«ترتكز فكرة سلسلة القيمة على طريقة عرض المؤسسات للعمليّة وفكرة اعتبار المنظمات الصناعية (أو الخدمية) على أنها نظام مؤلف من أنظمة فرعية لكل منها دخل وخرج وعمليات تحويل خاصّة. تشمل المُدخلات والمُخرجات اكتساب الموارد واستهلاكها بما فيها الأموال والعمالة والمواد والتجهيزات والأبنية والأرض والإدارة والتّوجيه. تُحدّد كيفية تنفيذ نشاطات سلسلة القيمة التكاليف وتؤثر على الأرباح». -المعهد الصناعي، كامبريدج
أُضيف مفهوم سلاسل القيمة كأدوات لدعم القرار إلى نموذج الاسترتيجيات التنافسية التي طوّرها بورتر في بدايات عام 1979. صُنّفت اللوجستيات الداخليّة والعمليات واللوجستيات الخارجية والتسويق والمبيعات والخدمات في سلاسل القيمة الخاصة ببورتر على أنها أنشطة أولية. تتضمّن الأنشطة الثانويّة التأمين وإدارة الموارد البشريّة والتطوير التّقني والبنية التحتيّة (بورتر 1985، الصفحات 11- 15).
وفقاً للأمين العام لمُنظّمة التّعاون والتنمية الاقتصادية (غوريا 2012) فإن ظهور سلاسل القيمة العالميّة (GVCs) في أواخر تسعينيّات القرن العشرين قدّم حافزاً للتغيير السريع في مشهد الاستثمار والتجارة الدوليّة مع ما يترتّب عليه من عواقب على الحكومات والمؤسّسات كذلك (غوريا).

## مستوى الشركات
المستوى المناسب لبناء سلسلة قيمة هو وحدة الأعمال وليس إدارة أو مستوى المؤسّسة التجارية. تمُرّ المواد في سلسلة من النشاطات بالترتيب، وفي كل نشاط منها يكتسب المنتج قيمة. تُعطي سلسلة النشاطات قيمة مُضافة للمُنتجات أكثر من مجموع القيم المُضافة من كل النشاطات.
يمكن أن يوضّح نشاط قاطع الألماس الفرق بين سلسلة القيمة وتكلفتها. يُمكن أن يكون لنشاط القطع تكلفة منخفضة ولكنّ النشاط يُضيف قيمة أكبر إلى المُنتج النّهائي نظراً إلى أن الألماس الخام أقل قيمة من الألماس المقطوع. تكون عادةً سلسلة القيمة الموضّحة وتوثيق العمليات وتقييم وتدقيق الالتزام بروتين العمليّات هي صلب شهادة جودة العمل، على سبيل المثال آيزو 9001.
تُشكّل سلسلة القيمة لشركة جزءاً من مجموعة أكبر من النشاطات والتي يدعوها بورتر نظام القيمة. يتضمّن نظام القيمة أو سلسلة القيمة الصناعية المورّدين الذين يوفرون المُدخلات اللازمة للشركة إلى جانب سلاسل القيمة الخاصّة بهم. بعد أن تصنع الشركة المنتجات، تمر هذه المنتجات عبر سلاسل قيمة الموزّعين (الذين يمتلكون أيضاً سلاسل القيمة الخاصّة بهم)، وصولاً إلى العملاء. تُضمّن جميع أجزاء هذه السلاسل في نظام القيمة. لتحقيق ميزة تنافسيّة والحفاظ عليها ولدعم تلك الميزة بتكنولوجيا المعلومات، يجب أن تفهم الشركة كل مكوّن لنظام القيمة هذا.

### النّشاطات الأوليّة
تعتبر جميع النشاطات الأوليّة أساسيّة لإضافة القيمة وخلق ميزة تنافسيّة وهي:
- اللوجستيات الداخليّة: ترتيب الحركة الداخليّة للمواد والأجزاء و/ أو المخزون النهائي من الموردين إلى معامل التّصنيع والتجميع أو المستودعات أو متاجر البيع بالتجزئة.
- العمليات: تهتم بإدارة العمليّة التي تحوّل المُدخلات (على شكل مواد خام أو عمالة أو طاقة) إلى مُخرجات (على شكل سلع و/ أو خدمات).
- اللوجستيات الخارجيّة: هي العمليّة المتعلقة بحركة وتخزين المنتج النهائي وتدفّق المعلومات ذات الصلة من نهاية خط الإنتاج إلى المستخدم النهائي.
- التسويق والمبيعات: بيع المنتج وعمليات إنشاء عروض تبادل وتسليم واتصال لها قيمة بالنسبة للعملاء والزبائن والشركاء والمجتمع بشكل عام.
- الخدمة: تتضمن كل النشاطات المطلوبة لإبقاء المنتج يعمل بشكل فعّال بالنسبة للمشتري بعد بيعه وتسليمه.

يمكن أن تستفيد الشركات من الميزة التنافسية في أيّ نشاطٍ من النشاطات الخمسة في سلسلة القيمة. على سبيل المثال من خلال خلق لوجستيات خارجية فعّالة بشكل كبير أو من خلال تخفيض تكاليف الشحن للشركات تسمح إمّا بتحقيق أرباح إضافية أو نقل التّوفيرات إلى الزبون عن طريق خفض الأسعار.

### نشاطات الدّعم
يُساعد استخدام نشاطات الدعم بجعل النشاطات الأوليّة أكثر فعاليّة. تساعد زيادة أيّ من نشاطات الدعم الأربعة على الأقل واحدًا من النشاطات الأوليّة ليعمل بفعاليّة أكبر.
- البنية التحتيّة: يتألف من نشاطات مثل المحاسبة والقانونيّة والماليّة والرقابة والعلاقات العامة وضمان الجودة والإدارة (الاستراتيجيّة).
- التطوير التكنولوجي: يتعلّق بالمعدّات والتجهيزات والبرمجيات والإجراءات والمعرفة التقنيّة التي تدخل في تحويل الشركة للمُدخلات إلى مُخرجات.
- إدارة الموارد البشريّة: تتضمّن جميع النشاطات المعنيّة بالتطوّع والتوظيف والتدريب والتطوير والتعويض (إذا لزم الأمر) وفصل أو تسريح الموظفين.
- المُشتريات: هي عمليات شراء السّلع والخدمات والأعمال من مصدر خارجي. تتّخذ الشركة أيضاً القرارات على هذا الصّعيد.

### سلسلة القيمة المُركّبة والافتراضية والفيزيائيّة
تُصنّف سلسلة القيمة نشاطات القيمة المُضافة الإجماليّة للمؤسّسة. يمكن أن تصنّف النشاطات التي تُعتبر ضمن عملية تطوير المُنتج بشكل عام إلى مجموعتين رئيسيّتين من الأنشطة.
1. سلسلة القيمة التقليديّة/ الفيزيائيّة: يُنَفَّذ نشاط فيزيائي من أجل تطوير المنتج. تطورت نشاطات كهذه مع مرور الوقت من خلال الخبرة التي اكتسبها الأشخاص من سلوكهم التّجاري. بما أنّ الرّغبة بكسب أرباح أكبر هي التي تُسيّر الأعمال التجاريّة، يُمارس أصحاب المهن (المُدرّبين وغير المُدربين) هذه النشاطات لتحقيق هدفهم.
2. سلسلة القيمة الافتراضية: أدّى ظهور النّظم المُساعدة للأعمال التجاريّة المُعتمدة على الحاسب في العالم المتطوّر إلى أفق جديد كُليّاً لمساحة السوق أي مساحة السوق الإلكترونية في لغة الأعمال الحديثة.

حاولنا هنا كما في أي مجال آخر من تطبيقات الكومبيوترات أن نُحقّق ممارسات عالمنا المادّي لتحسين هذا العالم الرّقمي. جميع نشاطات تطوير سلسلة القيمة المادية للعالم المادّي المُستمر التي نُحقّقها في السوق الإلكترونيّة هي بشكل عام مُصطلحات يُشار إليها بسلسلة القيمة الافتراضيّة.
في الممارسة العمليّة اعتباراً من عام 2013، لا يمكن لأي منظّمة تقّدمية أن تتحمّل البقاء عالقةً في أيّ من سلاسل القيمة هذه. من أجل تغطية كلا مساحتي السّوق (في العالم المادي والإلكتروني) تحتاج المنظّمات إلى نشر أفضل مُمارساتها في كلا هاتين المساحتين لاستخراج البيانات الأكثر إفادة، والتي يمكن أن تُستخدم لتحسين المُنتجات المُتجدّدة أو تطوير بعض المُنتجات الجديدة. انطلاقاً من ذلك تحاول المنظّمات اليوم استخدام سلسلة القيمة المُركّبة.
سلسلة القيمة المُركّبة = القيمة الفعليّة في المثال الموضّح أدناه.
| النشاطات | المبيعات | التسويق | اللوجستيات الخارجية | عمليّة الإنتاج | اللوجستيات الداخليّة |
| جمع      |          |         |                     |               |                     |
| تنظيم    |          |         |                     |               |                     |
| اختيار   |          |         |                     |               |                     |
| تركيب    |          |         |                     |               |                     |
| توزيع    |          |         |                     |               |                     |

تشرح مصفوفة سلسلة القيمة هذه أنه يوجد عدد من الإمكانيّات للتحسين في أيّ من إجراءات العمل.

## المستوى الصناعي
سلسلة القيمة الماديّة هي تمثيل مادّي للعمليات المختلفة المُتضمّنة في إنتاج السّلع (والخدمات)، ابتداءً من المواد الخام وانتهاءً بالمُنتج المُسلّم في النهاية (تُعرف أيضاً بسلسلة التوريد). تعتمد على مفهوم القيمة المُضافة على مستوى الارتباط (اقرأ: مرحلة الإنتاج). المجموع النهائي للقيمة المضافة على مستوى الارتباط يُعطي القيمة الإجماليّة. الجدول الاقتصادي الفيزيوقراطي الفرنسي هو أحد أوائل الأمثلة على سلسلة القيمة. تعطي جداول «واسيلي لوانتيف» للدخل والخرج المنشورة في خمسينيات القرن العشرين تقديراً للأهميّة النسبيّة لكل رابط لوحده في سلاسل القيمة على المستوى الصناعي لاقتصاد الولايات المُتحدة.